# Francuski državni praznik
Francuski državni praznik slavi se 14. srpnja. 

## Povijest
Godine 1880., u počecima III. Francuske republike, Parlament je kao datum državnog praznika odabrao 14. srpnja i to zbog poveznice s dva povijesna događaja:
- pad Bastille od 14. srpnja 1789., simbol ustanka naroda protiv potlačenosti. To je jedan od značajnijih događaja Francuske revolucije koji je doveo do pada apsolutističke monarhije, ukidanja povlastica plemstvu i svećenstvu kao i do uvođenja temeljnih demokratskih načela: suvereniteta naroda, ravnopravnosti pred zakonom, slobode mišljenja i izražavanja, jamčenja prava i zaštite građana protiv neutemeljenog progona itd.

- proslava „Fête de la Fédération“ od 14. srpnja 1790., organizirana u čast jedinstva i solidarnosti svih Francuza. Ovim se događanjem naglasila odgovornost vladajućih pred narodom i odanost Narodne garde državi i ustavu. Tim se povodom održao vojni mimohod Narodne garde svih francuskih departmana, a potom i zabava za svekoliko pučanstvo.

## Tijek događanja
Prilikom proslave francuskog Državnog praznika predsjednik Republike vrši smotru vojnih tijela, nakon čega slijedi vojni mimohod koji se tradicionalno odvija na pariškoj aveniji Champs-Élysées. 1994. godine mimohod je otvorio Eurocorps, tijelo EU-a i NATO-a, koje uključuje njemačke vojnike i predstavlja francusko-njemačko pomirenje. 2007. godine na mimohodu su sudjelovali vojnici iz 27 država članica Europske unije. U 2013. godini pripadnici Oružanih snaga Republike Hrvatske sudjelovali su u mimohodu, u čast tome što je Hrvatska dva tjedna prije manifestacije pristupila Europskoj uniji. U 2014. godini mimohod je ugostio odrede iz gotovo 80 zemalja predstavnica bivših zaraćenih naroda Prvog svjetskog rata, prilikom svečanosti koja je zaključena porukom mira: 250 mladih osoba iz svih tih zemalja oslobodile su golubice, simbol mira i pomirenja.
Datum 14. srpnja također je popularno događanje prilikom kojeg se upriličuju vatromet i plesnjaci, tradicionalno u organizaciji vatrogasaca.